# Toni Yaniro
Toni Yaniro (parfois orthographié Tony Yaniro), né aux États-Unis en 1960, est un grimpeur professionnel.
Il est notamment connu pour le mouvement qui porte son nom. Ce mouvement initialement inventé par Patrick Berhault en 1979 sur la traversée de La Loubière, consiste, en l'absence de prise de pied valorisable, à placer l'une de ses jambes au-dessus de son coude opposé afin d'atteindre une prise de main éloignée, et évitant ainsi un « jeté ». Ce mouvement a été utilisé par Tony Yaniro, sur une suggestion de Darius Azin, dans l'ascension de Chouca (8a+) à Buoux.

Toni Yaniro est également réputé pour son style visionnaire notamment avec à la déclaration suivante : 

« le style d’une ouverture est certes important, mais, aussi étrange que cela puisse paraître, la seule chose qui, personnellement, m’intéresse est le résultat final, soit une belle voie, aussi esthétique et naturelle que possible. Une voie sans intérêt attaquée par le bas restera une voie sans intérêt, on l’oubliera dix ans plus tard, même si le style était bon. »

— Toni Yaniro, 

## Biographie
Toni Yaniro commence à grimper au début des années 1970, en découvrant l'escalade à l'âge de neuf ans dans un camp de vacances. 
S’entraînant beaucoup avant ses ascensions, et les préparant grandement en amont,, il se heurte à un style de grimpe traditionnel durant les années 1970.
Ainsi, il se fait connaitre en 1979 comme étant le premier grimpeur à réussir une voie cotée 8a : Grand Illusion,, mais est vivement critiqué quant à a manière d'y parvenir.
Par la suite, l'entrainement d'escalade prend plus de place et Toni Yaniro est davantage reconnu, notamment pour ses techniques d'entrainement et de préparation de voies.

En 1993, il finit 52e à la coupe du monde à Nuremberg.

## Style de grimpe
Toni Yaniro est connu pour sa capacité à s’entraîner beaucoup afin de réussir ses ascensions, notamment en accumulant diverses exercices de tractions et en réitérant les mouvements difficiles dans les voies avant de les gravir.
Il est également connu pour avoir développé un style novateur constitué de mouvements de grimpe rarement utilisés : le plus connu - inventé par Patrick Berhault - porte son nom et est décrit en introduction du présent article. Le second consiste à coincer sa tête et son poing fermé côte à côte dans une fissure.

## Ascensions remarquables

### En falaise
- Equinox, 7c, en 1980[18], situé à Joshua Tree ;
- Grand Illusion, 8a, en 1979[18], situé à Sugarloaf. Cette ascension fut controversée car Toni l'avait réussi après plusieurs essais en moulinette et ne représentait pas un style habituel pour l'époque[4].

## Filmographie
- To the limit, 1989[19], est un documentaire de Greg MacGillivray présentant les exploits de plusieurs sportifs extrêmes, dont Toni Yaniro.